# 라라미에서 온 총잡이
라라미에서 온 총잡이(The Man From Laramie)는 미국에서 제작된 안소니 만 감독의 1955년 서부 영화이다. 제임스 스튜어트 등이 주연으로 출연하였다.

## 출연

### 주연
- 제임스 스튜어트
- 아서 케네디

### 조연
- 도널드 크리스프
- 캐시 오도넬
- 알렉스 니콜
- 어라인 맥마혼
- 월리스 포드
- 잭 얼람
- 존 워 이글
- 제임스 밀리칸
- 그렉 바턴
- 보이드 스톡맨
- 프랭크 데코바

## 제작진
- 제목: 윌리암 고에츠